# Copernicia glabrescens
Copernicia glabrescens är en enhjärtbladig växtart som beskrevs av Hermann Wendland och Odoardo Beccari. Copernicia glabrescens ingår i släktet Copernicia och familjen Arecaceae.

## Underarter
Arten delas in i följande underarter:
- C. g. glabrescens
- C. g. ramosissima

## Bildgalleri

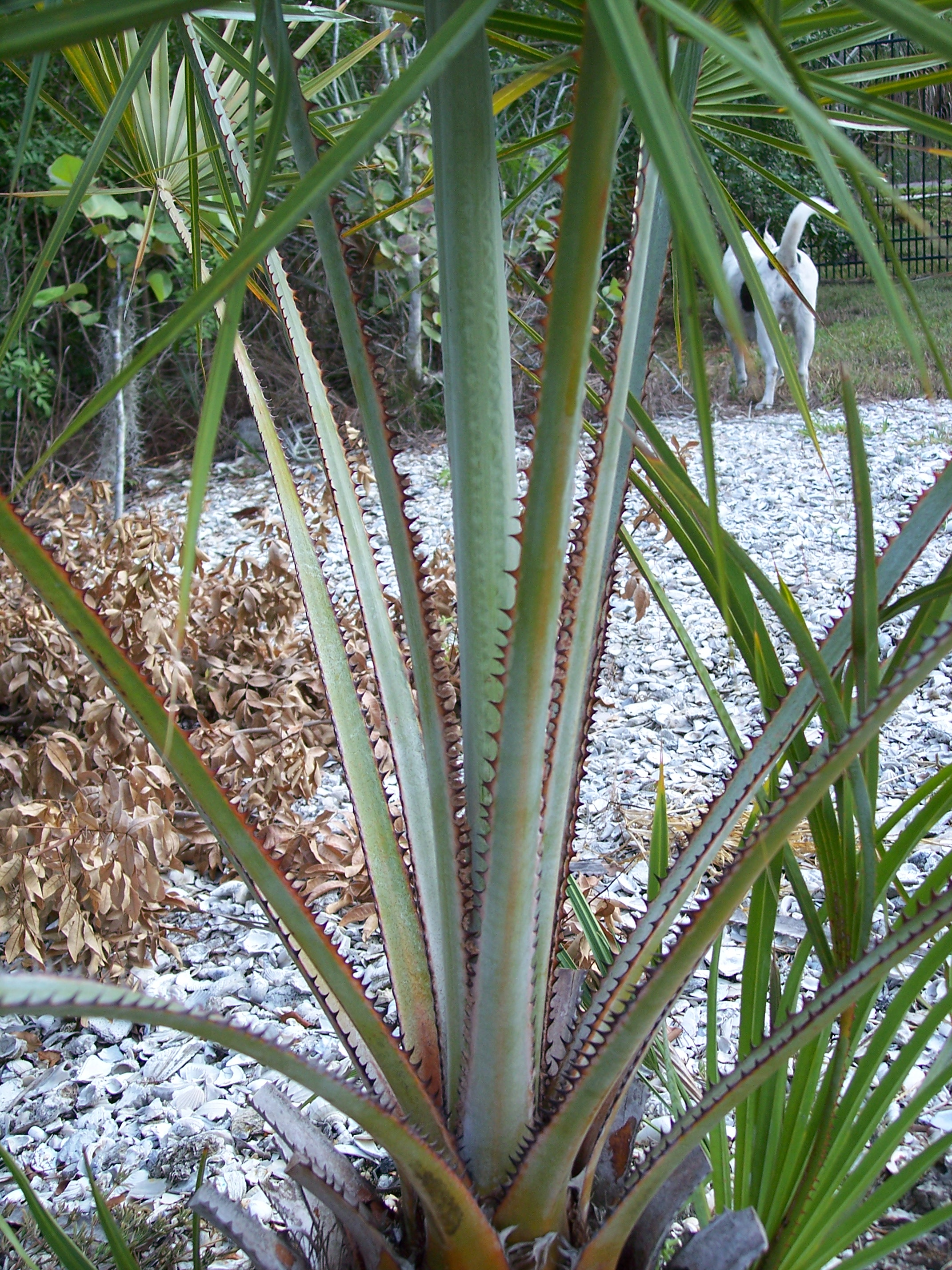